# Ucornos
Los ucornos (Huorns en el original inglés) son una raza de criaturas ficticias que habitan en el universo fantástico creado por el escritor británico J. R. R. Tolkien. Se trata de unas criaturas arbóreas que habitaban principalmente en el bosque de Fangorn, probablemente antiguos ents que se habían «asilvestrado».
Apenas podían hablar, y normalmente permanecían como árboles sin moverse, pero cuando lo deseaban se movían con gran rapidez y eran capaces de envolverse en las sombras. Estaban controlados por los verdaderos ents, pues eran salvajes y peligrosos, pero no eran malvados; al igual que los ents, odiaban a los orcos.
Participaron activamente en la guerra del Anillo, conducidos por los ents y en especial en la destrucción de Isengard y en la batalla del Abismo de Helm.